# Messerschmitt M17
El Messerschmitt M17 fue un avión deportivo alemán, un monomotor monoplano de ala alta. Fue diseñado por Willy Messerschmitt en 1924 en Bamberg, Baviera. Este avión ganó muchos concursos que le permitieron a Messerschmitt construir su primera fábrica.

## Desarrollo e historia
El M-17 fue el primer avión diseñado por Willy Messerschmitt e incorporaba una serie de características que luego se vieron como típicas de su estilo: peso ligero, sección de ala avanzada, construcción en voladizo y pequeña sección transversal del fuselaje; un avión monomotor biplaza construido casi en su totalidad con madera y que sólo pesaba 198 kg. El motor era un Bristol Cherub II de 24 kW (32 hp). El piloto no tenía visibilidad hacia delante.
En septiembre de 1926, el piloto Eberhard von Conta y el escritor Werner von Langsdorff volaron en el M-17 D-887 Rolf desde Bamberg a Roma. Fue la primera vez que se cruzaron los Alpes centrales en un avión ligero. El vuelo duró más de 14 horas y tuvieron que abastecerse de combustible en tres ocasiones, ya que el tanque sólo podía cargar 28 l. Llegaron a una altitud de 4.500 m (14.760 pies). En ese momento fue un logro considerable para una aeronave ligera con un motor con una potencia de tan solo 22 kW.

## Unidad sobreviviente y réplicas
Sólo una de las siete máquinas construidas sobrevivió y se encuentra en el Deutsches Museum de Múnich.
Una réplica construida por encargo de la Fundación Messerschmitt por la empresa Bitz Flugzeugbau y realizó su primer vuelo el 14 de abril de 2004. Realiza apariciones regulares en la Exhibición Aeroespacial Internacional de Berlín. Pesa 40 kg más que la versión original debido al equipamiento adicional de radio y sistema de rescate. Se encuentra en el Museo de Aviación Manching de Ingolstadt, Baviera.

### Características generales
- Longitud: 5,85 m
- Envergadura: 11,6 m
- Altura: 1,5 m
- Superficie alar: 10,4 m²
- Peso vacío: 198 kg
- Peso máximo al despegue: 404 kg
- Planta motriz:  bicilíndrico refrigerado por aire Bristol Cherub con 24 kW / 32 hp
 ABC Scorpion con 22 kW (30 hp). cada uno.
- Hélices: bipala de madera

### Rendimiento
- Velocidad nunca excedida (Vne): 135 km/h
- Velocidad crucero (Vc): 126 km/h
- Alcance: 450 km
- Techo de vuelo: 4.000 m